# Saint-Germain-la-Ville
Saint-Germain-la-Ville is een gemeente in het Franse departement Marne (regio Grand Est) en telt 577 inwoners (2009). De plaats maakt deel uit van het arrondissement Châlons-en-Champagne.
Zij maakt deel uit van de Communauté de communes de la Vallée de la Craie.

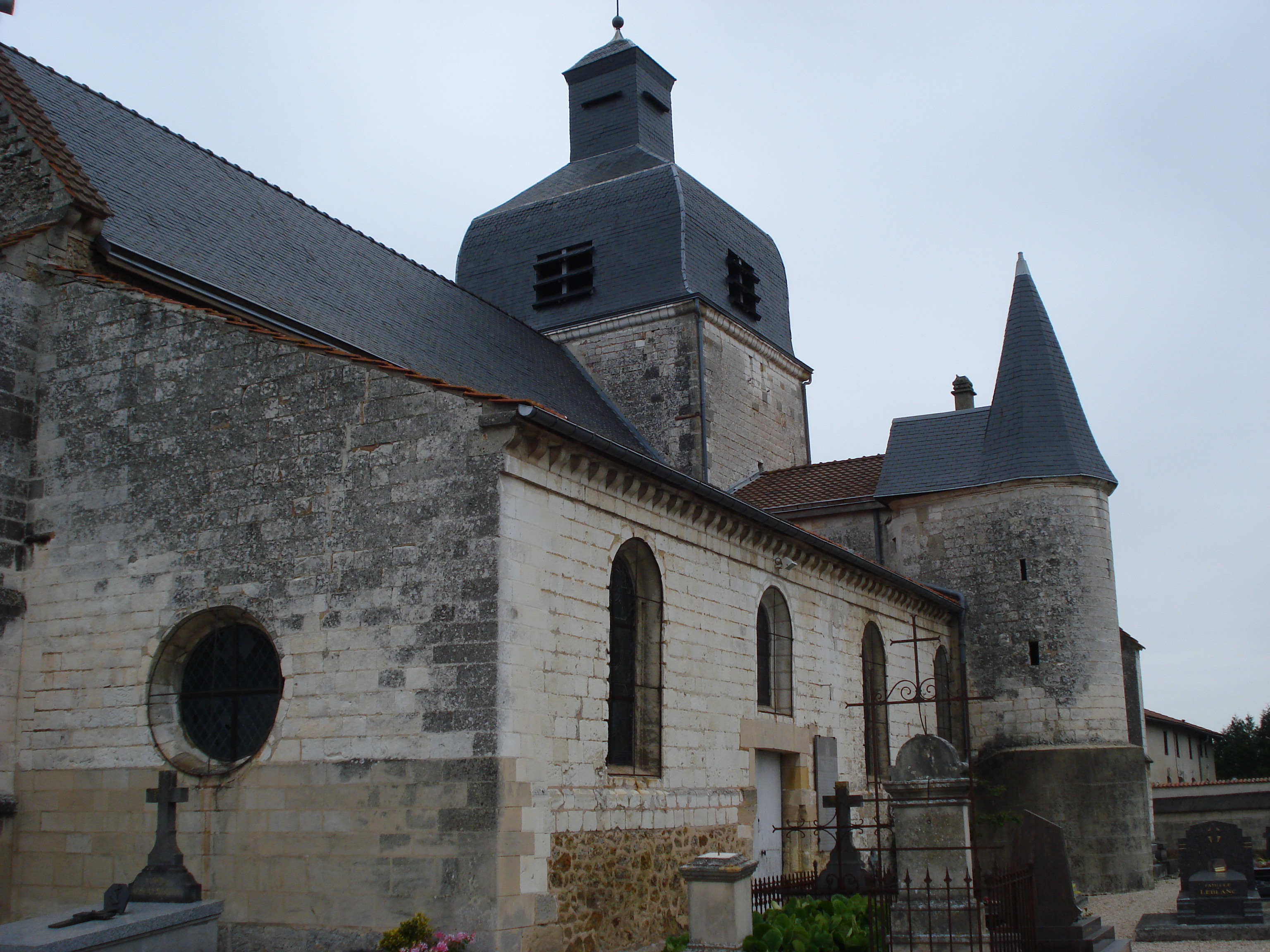
Kerk van Saint-Germain-la-Ville
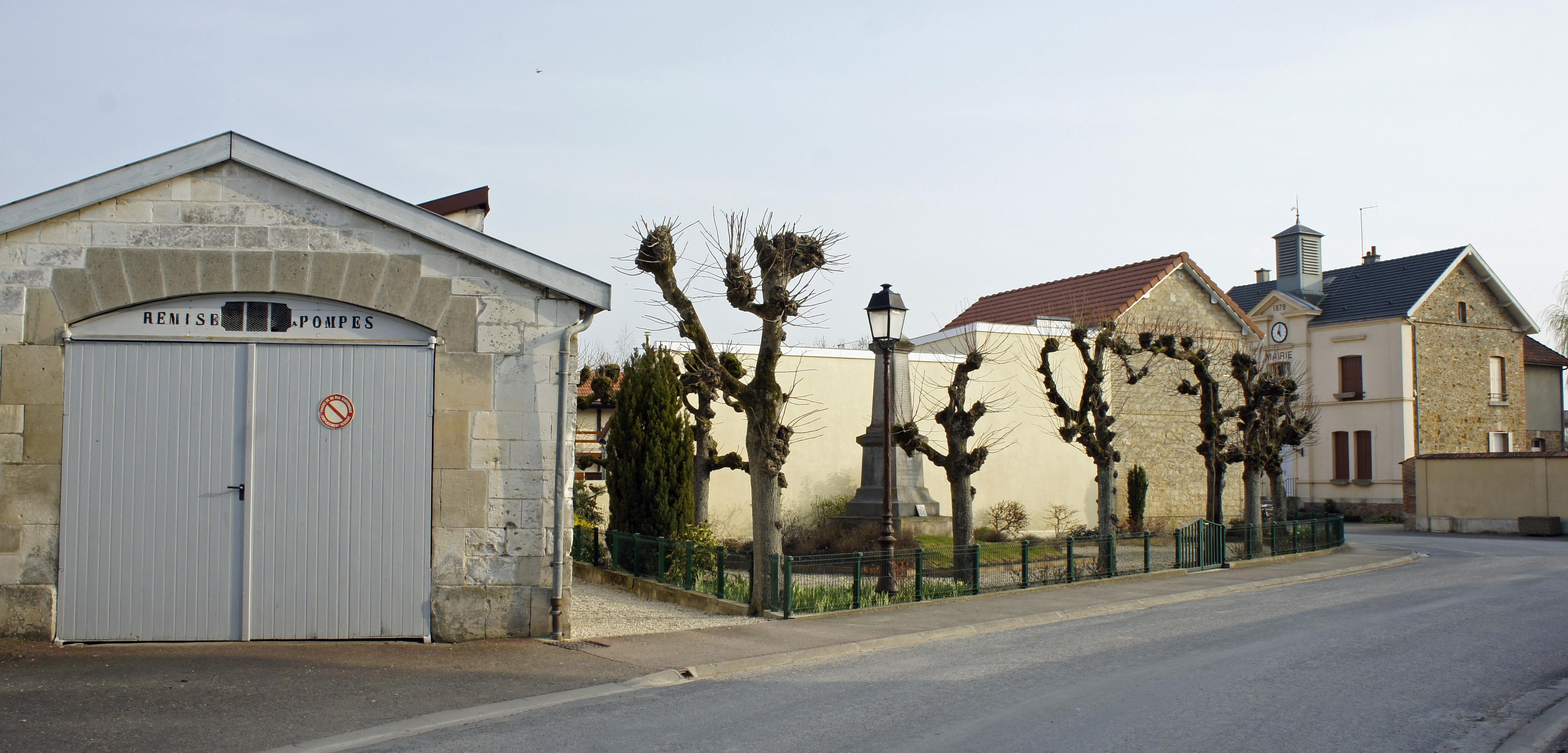
Centrum met gemeentehuis

## Geografie
De oppervlakte van Saint-Germain-la-Ville bedraagt 11,8 km², de bevolkingsdichtheid is 48,9 inwoners per km².
De Marne stroomt langs de gemeente.
De onderstaande kaart toont de ligging van Saint-Germain-la-Ville met de belangrijkste infrastructuur en aangrenzende gemeenten.

## Geschiedenis
De toevoeging "la Ville" aan de naam van de gemeente vindt zijn oorsprong in de aanwezigheid van de ruïnes van een Gallo-Romeinse villa op haar grondgebied.
Tijdens de Franse Revolutie kreeg de gemeente tijdelijk de naam Germinal-sur-Marne en vervolgens Villemarne.

## Demografie
Onderstaande figuur toont het verloop van het inwonertal (bron: INSEE-tellingen).